# Kiliansberg (Untersberg)
Der Kiliansberg ist ein 960 m ü. NHN hoher südöstlicher Vorgipfel des in Oberbayern gelegenen Untersbergmassivs in den Berchtesgadener Alpen.

## Geographische Lage
Als Südostausläufer der Kneifelspitze (1188,7 m) bricht der Kiliansberg steil nach Untersalzberg (Gnotschaft Berchtesgadens) bzw. zur Berchtesgadener Ache hin ab. Er ist über die kleine Kirche Maria am Berg oder im Abstieg von der Kneifelspitze bzw. über die Ochshütte zu erreichen. Der Kiliansberg ist dicht bewaldet und gehört zusammen mit der Ochshütte zum Flora-Fauna-Habitat „Untersberg“ sowie zum Landschaftsschutzgebiet „Untersberg mit Randgebieten“.

## Waldbrand
Vom 12. bis zum 13. Juni 2003 stand der Kiliansberg wegen eines vermutlich durch einen Blitzschlag ausgelösten Waldbrands im Mittelpunkt des lokalen Medieninteresses. Weit über 150 Einsatzkräfte der Feuerwehren, der Bergwacht sowie des Bayerischen Roten Kreuzes waren – auch unter Einsatz eines Lösch- und eines Polizeihubschraubers – gefordert, um die Flammen einzudämmen.

## Weblinks

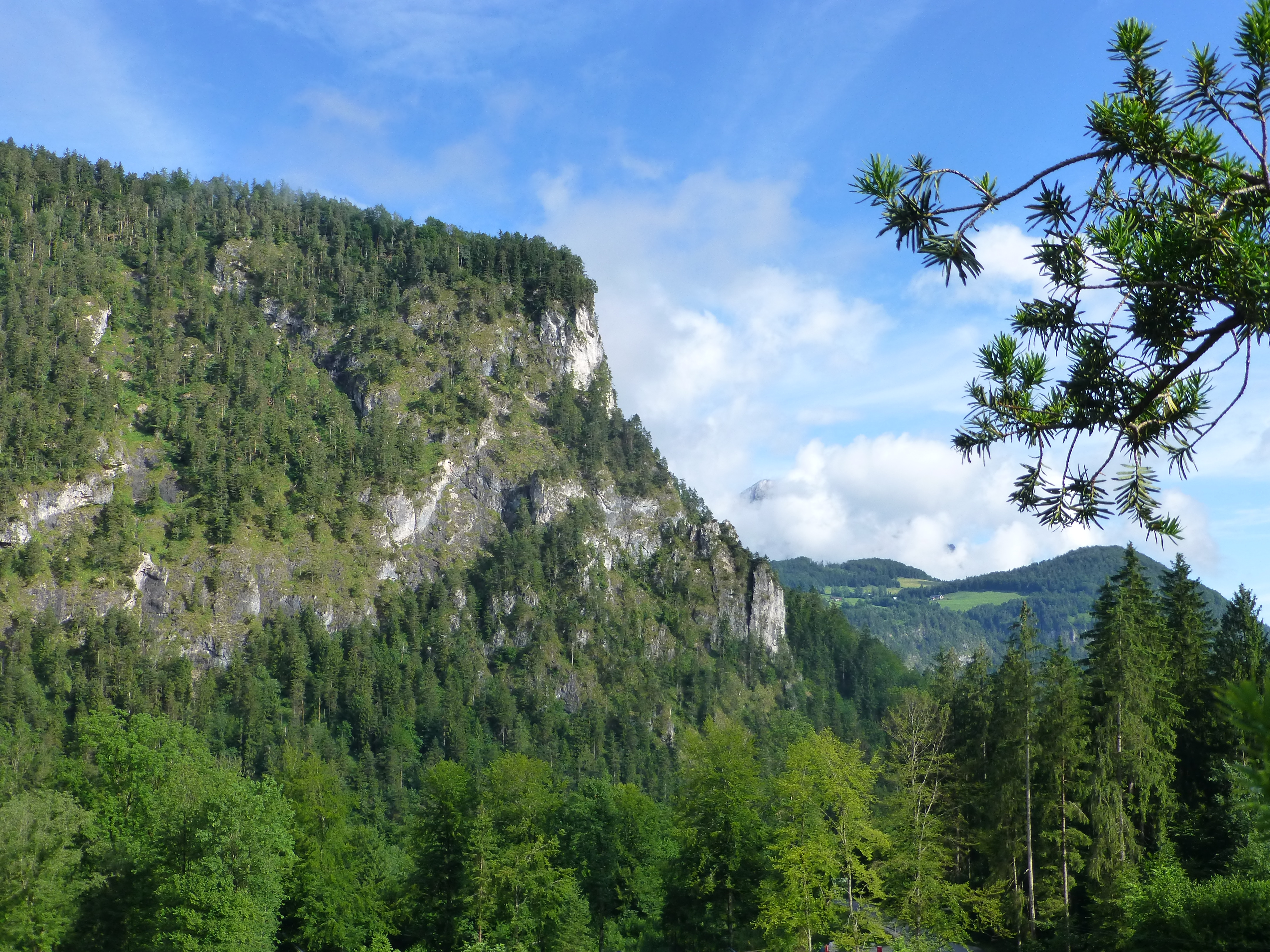
Kiliansberg mit Blick über Ettenberg zum Untersberg